# Tercer gobierno de Adolfo Suárez
El tercer gobierno de Adolfo Suárez fue el Gobierno de España entre abril de 1979 y febrero de 1981. Adolfo Suárez fue investido presidente del Gobierno por el Congreso de los Diputados después de que la Unión de Centro Democrático (UCD) ganara las elecciones generales de 1979 que dieron comienzo a la i legislatura de España.
Tras la dimisión de Adolfo Suárez como presidente del Gobierno, el Gobierno cesó el 25 de febrero de 1981, día en que tomó posesión el Gobierno de Calvo-Sotelo.

## Historia
Tras la promulgación de la Constitución española de 1978, se celebraron las elecciones generales para la i legislatura de las Cortes Generales el 1 de marzo de 1979. Adolfo Suárez fue investido presidente del Gobierno por el Congreso de los Diputados el 30 de marzo de 1979. Días después, Adolfo Suárez juró el cargo de presidente del Gobierno ante el rey Juan Carlos I. El 6 de abril de 1979 todos los ministros tomaron posesión del sus cargos.
El 17 de enero de 1980 se produjo la primera remodelación del Gobierno.
El 3 de mayo de 1980 se produjo la segunda remodelación del Gobierno donde se crearon las carteras de Ministros Adjuntos para la coordinación legislativa y administración pública y se eliminó el cargo de Ministro sin cartera Adjunto al Presidente.
El 9 de septiembre de 1980 se produjo la tercera remodelación ministerial. Desapareció el Ministerio de Comercio que se integró con el de Economía, y desapareció igualmente del panorama ministerial el Ministerio Adjunto al Presidente Encargado de la Coordinación Legislativa. Se recuperó el cargo de Ministro Adjunto al Presidente.
El 29 de enero de 1981 Adolfo Suárez dimitió como presidente del Gobierno. El 25 de febrero se formalizó su dimisión mediante su publicación en el Boletín Oficial del Estado y el 26 de febrero de 1981 se forma el Gobierno de Calvo-Sotelo.

## Composición
| Partido político |               | Unión de Centro Democrático (UCD) |
| Partido político | Independiente |                                   |

| iii Gobierno de Suárez (1979-1981)                                                                  |                                                |                                                            |         |
| Cargo                                                                                               | Titular                                        | Titular                                                    | Titular |
| Presidente                                                                                          |                                                | Adolfo Suárez González                                     |         |
| Vicepresidente primero para asuntos de Seguridad y Defensa Nacional                                 |                                                | Teniente General Manuel Gutiérrez Mellado                  |         |
| Vicepresidente segundo coordinador de los asuntos económicos                                        |                                                | Fernando Abril Martorell (1979-1980)                       |         |
| Vicepresidente segundo coordinador de los asuntos económicos                                        | Leopoldo Calvo-Sotelo y Bustelo (1980-1981)    |                                                            |         |
| Asuntos Exteriores                                                                                  |                                                | Marcelino Oreja Aguirre (1979-1980)                        |         |
| Asuntos Exteriores                                                                                  | José Pedro Pérez-Llorca y Rodrigo (1980-1981)  |                                                            |         |
| Justicia Notario Mayor del Reino                                                                    |                                                | Íñigo Cavero Lataillade (1979-1980)                        |         |
| Justicia Notario Mayor del Reino                                                                    | Francisco Fernández Ordóñez (1980-1981)        |                                                            |         |
| Defensa                                                                                             |                                                | Agustín Rodríguez Sahagún                                  |         |
| Hacienda                                                                                            |                                                | Jaime García Añoveros                                      |         |
| Interior                                                                                            |                                                | Antonio Ibáñez Freire (1979-1980)                          |         |
| Interior                                                                                            | Juan José Rosón Pérez (1980-1981)              |                                                            |         |
| Obras Públicas y Urbanismo                                                                          |                                                | Jesús Sancho Rof                                           |         |
| Educación                                                                                           |                                                | José Manuel Otero Novas (1979-1980)                        |         |
| Educación                                                                                           | Juan Antonio Ortega y Díaz-Ambrona (1980-1981) |                                                            |         |
| Trabajo                                                                                             |                                                | Rafael Calvo Ortega (1979-1980)                            |         |
| Trabajo                                                                                             | Salvador Sánchez-Terán Hernández (1980)        |                                                            |         |
| Trabajo                                                                                             | Félix Manuel Pérez Miyares (1980-1981)         |                                                            |         |
| Industria y Energía                                                                                 |                                                | Carlos Bustelo y García del Real (1979-1980)               |         |
| Industria y Energía                                                                                 | Ignacio Bayón Mariné (1980-1981)               |                                                            |         |
| Agricultura                                                                                         |                                                | Jaime Lamo de Espinosa y Michels de Champourcin            |         |
| Sanidad y Seguridad Social                                                                          |                                                | Juan Rovira Tarazona (1979-1980)                           |         |
| Sanidad y Seguridad Social                                                                          | Alberto Oliart Saussol (1980-1981)             |                                                            |         |
| Comercio y Turismo (1979-1980)                                                                      |                                                | Juan Antonio García Díez (1979-1980)                       |         |
| Comercio y Turismo (1979-1980)                                                                      | Luis Gámir Casares (1980-1981)                 |                                                            |         |
| Presidencia Secretario del Consejo de Ministros                                                     |                                                | José Pedro Pérez-Llorca y Rodrigo (1979-1980)              |         |
| Presidencia Secretario del Consejo de Ministros                                                     | Rafael Arias-Salgado y Montalvo (1980-1981)    |                                                            |         |
| Economía (1979-1980)                                                                                |                                                | José Luis Leal Maldonado (1979-1980)                       |         |
| Economía y Comercio (1980-1981)                                                                     |                                                | Juan Antonio García Díez (1980-1981)                       |         |
| Transportes y Comunicaciones                                                                        |                                                | Salvador Sánchez-Terán Hernández (1979-1980)               |         |
| Transportes y Comunicaciones                                                                        | José Luis Álvarez Álvarez (1980-1981)          |                                                            |         |
| Cultura                                                                                             |                                                | Manuel Francisco Clavero Arévalo (1979-1980)               |         |
| Cultura                                                                                             | Ricardo de la Cierva y Hoces (1980)            |                                                            |         |
| Cultura                                                                                             | Íñigo Cavero Lataillade (1980-1981)            |                                                            |         |
| Administración Territorial                                                                          |                                                | Antonio Fontán Pérez (1979-1980)                           |         |
| Administración Territorial                                                                          | José Pedro Pérez-Llorca y Rodrigo (1980)       |                                                            |         |
| Administración Territorial                                                                          | Rodolfo Martín Villa (1980-1981)               |                                                            |         |
| Universidades e Investigación                                                                       |                                                | Luis González Seara                                        |         |
| Relaciones con las Comunidades Europeas, sin cartera                                                |                                                | Leopoldo Calvo-Sotelo y Bustelo (1979-1980)                |         |
| Relaciones con las Comunidades Europeas, sin cartera                                                | Eduard Punset Casals (1980-1981)               |                                                            |         |
| Adjunto al presidente, sin cartera (abr. 1979-may. 1980 y sep. 1980-feb. 1981)                      |                                                | Joaquín Garrigues Walker (abr. 1979-may. 1980)             |         |
| Adjunto al presidente, sin cartera (abr. 1979-may. 1980 y sep. 1980-feb. 1981)                      | Pío Cabanillas Gallas (sep. 1980-feb. 1981)    |                                                            |         |
| Adjunto para las Relaciones con las Cortes, sin cartera (abr. 1979-ene. 1980)                       |                                                | Rafael Arias-Salgado y Montalvo (abr. 1979-ene. 1980)      |         |
| Adjunto al Presidente y coordinador de asuntos políticos, sin cartera (ene. 1980-may. 1980)         |                                                | Rafael Arias-Salgado y Montalvo (ene. 1980-may. 1980)      |         |
| Adjunto al Presidente y encargado de la coordinación legislativa, sin cartera (may. 1980-sep. 1980) |                                                | Juan Antonio Ortega y Díaz-Ambrona (may. 1980-sep. 1980)   |         |
| Adjunto al Presidente y encargado de la Administración Pública, sin cartera (may. 1980-feb. 1981)   |                                                | Sebastián Martín-Retortillo y Baquer (may. 1980-feb. 1981) |         |